# Mesa da Consciência e Ordens
A Mesa da Consciência e Ordens, criada por D. João III de Portugal em 1532 para a resolução das matérias que tocassem a "obrigação de sua consciência", foi um dos mecanismos utilizados para a centralização do poder efectuada pelo monarca.
Este conselho régio passou a ter a maior importância dada a extensão das suas competências.
De início era constituído apenas por quatro deputados, mas agregava outras individualidades, especialmente convocadas, consoante os assuntos a tratar, e tinha, fundamentalmente, carácter consultivo.
O primeiro Presidente surge em 1544 e o primeiro regimento em 1558, confirmado pelo Papa Pio IV e por D. Sebastião de Portugal em 1563, tendo sido reformulado por D. Filipe II de Portugal em 1608.
Em 1551, pela bula "Praeclara clarissimi" do papa Júlio III, no reinado de D. João III, os Mestrados das Ordens Militares foram unidos à Coroa, anexando-os "in perpertuum", passando a ser administrados pela Mesa da Consciência e Ordens.
A Mesa da Consciência e Ordens provia à administração das Capelas de D. Afonso IV e D. Beatriz e das Mercearias da rainha D. Catarina e do infante D. Luís, superintendia na Universidade de Coimbra (até 1772), nos resgates e em tudo o que se relacionava com as pessoas falecidas fora do Reino de Portugal. Tinha, ainda, a seu cargo os Colégios de São Patrício, dos Catecúmenos, dos Clérigos Pobres, dos Meninos Órfãos, dos Militares de Coimbra e os Hospitais de Nossa Senhora da Luz, Real das Caldas, Real de Coimbra, de São Lázaro de Coimbra e de São Lázaro de Santarém, assim como, diversas Albergarias e os Recolhimentos de Nossa Senhora dos Anjos ou de Lázaro Leitão, de São Cristóvão e de Nossa Senhora do Amparo ou do Castelo. Após a anexação à Coroa dos Mestrados das Ordens Militares de Cristo, de Santiago da Espada e de São Bento de Avis, também a sua administração passou a ser competência da Mesa da Consciência e Ordens.
Em pleno era constituída pelas seguintes repartições: Secretaria da Mesa e Comum das Ordens, Secretaria do Mestrado da Ordem de Cristo, Secretaria do Mestrado da Ordem de Santiago da Espada, Secretaria do Mestrado da Ordem de São Bento de Avis, Contos da Mesa e Contadorias dos Mestrados/Secretaria das Arrematações (ou da Fazenda) e Tombos das Comendas, Chancelaria das Ordens Militares, Juízo Geral das Ordens, Juízo dos Cavaleiros e Executória das dívidas das comendas.
A relação melindrosa que, desde a sua criação, suscitou censuras, a par de uma recorrente perpetração de comportamentos abusivos e de um cerceamento de importantes competências decorrente das reformas pombalinas, constituíram forte fundamento para que o poder legislativo vintista, à luz do princípio da igualdade e da proibição de privilégios de foro, tivesse, desde logo, arquitetado a sua supressão. Porém, a instabilidade político-social subjacente na década de vinte do século XIX protelou a concretização de tal ensejo para o ulterior período cartista aquando da regência de D. Pedro IV, em Lisboa. Assim, a Mesa da Consciência e Ordens foi extinta pelo Regime Liberal em 1833, pelo decreto de 16 de Agosto. Na sua nota justificativa encontrava-se a simplificação da administração e da justiça. Por outras palavras, aliviar a Fazenda Nacional de despesas necessárias e desobstruir o aparelho estadual de autoridades inúteis e exorbitantes.